# Fatmagül'ün Suçu Ne?
Fatmagül'ün Suçu Ne? (deutsch Was ist Fatmagüls Schuld?, sinngemäß: Was kann Fatmagül dafür?) ist eine erfolgreiche türkische Fernsehserie, die von 2010 bis 2012 auf dem türkischen Privatsender Kanal D ausgestrahlt wurde. Die Hauptdarsteller sind Beren Saat, Engin Akgürek und Fırat Çelik.
Die Serie beruht auf einer wahren Begebenheit, die der Autor Vedat Türkali in einem gleichnamigen Roman verarbeitete, der bereits 1986 für das türkische Kino verfilmt wurde.

## Handlung
Fatmagül ist ein gewöhnliches und bescheidenes Dorfmädchen, das mit dem Fischer Mustafa verlobt ist. Sie lebt mit ihrem geistig zurückgebliebenen Bruder Rahmi und ihrer Schwägerin Mukkades zusammen in einem Dorf nahe Izmir. Da Mustafa aufgrund seiner beruflichen Tätigkeit das Dorf immer für mehrere Tage verlässt, möchte Fatmagül ihren Verlobten verabschieden und ihm mit seinem Halstuch zuwinken, weshalb sie vor der Morgendämmerung zum Steg läuft, wo die Fischer ablegen wollen.
Zeitgleich befinden sich vier junge Männer (Erdogan, Selim, Vural und Kerim) an einem nahegelegenen Strand und wollen mit Alkohol und anderen Drogen die Verlobung von Selim ausklingen lassen. Erdogan, Selim und Vural sind Söhne wohlhabender Eltern, die mittlerweile in Istanbul leben und zu besonderen Anlässen und im Urlaub das Herkunftsdorf der Eltern besuchen. Kerim ist ein einfacher Junge aus diesem Dorf, den sie aus Kindertagen kennen. Fatmagül auf ihrem Weg zum Steg kommt an diesem Strand vorbei und wird von den Männern aufgehalten und vergewaltigt. Erdogan macht den ersten Schritt, Selim und Vural folgen ihm, Kerim sieht nur tatenlos zu und hält die Männer nicht von ihrer schrecklichen Tat ab.
Am folgenden Tag findet Meryem Fatmagül am Strand liegend und bringt sie umgehend ins Krankenhaus. Meryem ist die Dorfheilerin, die nach dem Suizid von Kerims Mutter Kerim bei sich aufgenommen und ihn großgezogen hat. Anfänglich scheint die Wahrheit ans Licht zu kommen, bis sich der Onkel von Selim der Sache annimmt; dieser ist zugleich ein sehr gerissener Anwalt. Mit sehr viel Geld werden die Tatsachen vertuscht und ganz bewusst Gerüchte in die Welt gesetzt, Fatmagül habe Mustafa bereits seit Wochen mit Kerim betrogen und bereue es jetzt, mit ihm geschlafen zu haben. Da Fatmagül durch die Ereignisse traumatisiert ist und sich zunächst nicht zum Tathergang äußern kann und auch nach der Rückkehr von Mustafa keinen Halt bekommt, wird sie mehr oder weniger ungewollt Opfer einer Intrige: Sie soll die Vergewaltigung abstreiten und stattdessen zugeben, eine Affäre mit Kerim unterhalten zu haben. Auch ihre Schwägerin drängt sie zu dieser Lüge, da sie sich um den Ruf der Familie sorgt und außerdem dafür eine gute Bezahlung bekommt. Infolgedessen lässt sich Kerim auch aufgrund der Vergangenheit mit dem Suizid seiner Mutter von den reichen Familien überreden, die ganze Schuld auf sich zu nehmen und Fatmagül zu ehelichen.
Nach diesen ganzen Geschehnissen verändert sich das Leben von Fatmagül, Kerim und Mustafa grundlegend. Während Erdogan, Selim und Vural alles so schnell wie möglich vergessen wollen, geht jeder mit dieser Schuld ganz unterschiedlich um. Kerim wird von seinem Gewissen schwer geplagt, kann sich aber nicht mehr an die Geschehnisse dieser Nacht erinnern. Nur Vural hat als einziger gesehen, dass Kerim nicht aktiv an der Vergewaltigung beteiligt war, hält dieses Wissen aber zunächst zurück.
Sein Gewissen lässt ihm aber keine Ruhe, weswegen er später Kerim die Wahrheit beichtet.
Kerim und Fatmagül ziehen mit Rahmi, Mukkades und Fatmagüls Neffen in der Zwischenzeit nach Istanbul, wo später auch Ebe Nine zu ihnen stößt, da auch für sie kein friedliches Leben mehr im Dorf möglich ist. Da Fatmagül mit der Vergangenheit nicht umgehen kann und täglich einem ihrer Vergewaltiger ins Gesicht sehen muss (da Fatmagül im Laufe der Vergewaltigung ohnmächtig geworden ist, weiß auch sie zunächst nicht, dass Kerim sie nicht vergewaltigt hat), reagiert sie Kerim gegenüber immer sehr aggressiv und misstrauisch. Im Laufe der Serienfolgen entwickeln sich zwischen den beiden zunehmend positive Gefühle füreinander, aber Fatmagül kann und will sich diese Gefühle nicht zugestehen, da es für sie ein Selbstbetrug wäre, wenn sie Kerim verzeihen würde.

## Ausstrahlung
| Staffel    | Sendeplatz        | Staffelpremiere    | Staffelfinale | Produzierte Folgen | Ausgestrahlte Folgen | TV-Saison |
| ---------- | ----------------- | ------------------ | ------------- | ------------------ | -------------------- | --------- |
| 1. Staffel | Donnerstag, 20.00 | 16. September 2010 | 16. Juni 2011 | 39                 | 1–39                 | 2010–2011 |
| 2. Staffel | Donnerstag, 20.00 | 8. September 2011  | 21. Juni 2012 | 41                 | 40–80 (Finale)       | 2011–2012 |

## Rezeption
Die Serie, die bei dem Privatsender Kanal D zu sehen war, entwickelte sich 2010 zur erfolgreichsten türkischen Serie des Jahres. Die erste Folge sah etwa ein Drittel aller türkischen Zuschauer.
Karen Krüger, Redakteurin der Frankfurter Allgemeinen Zeitung kritisierte die Serie, da sie im Gegensatz zu der Romanvorlage und dem Film das Hauptaugenmerk nicht auf die Beschuldigung des Vergewaltigungsopfer legen, sondern auf die Vergewaltigung selbst. Der Sender mache nun das Opfer zum Schuldigen und verwandle so ein Verbrechen in Unterhaltung. Auch die Teaser seien darauf ausgelegt, so fragten diese „Wer sind die Vergewaltiger?“, „Wer spielt die Vergewaltigung besser, Beren oder Hülya?“ oder „Wo wird Beren vergewaltigt werden?“
Des Weiteren kritisierte sie das Merchandising der Serie, so gebe es Fatmagül-Sexpuppen und ein Computerspiel mit dem Titel „Lauf, Fatmagül, lauf!“, mit denen man die Vergewaltigung nachspielen könne.
Auch türkische Frauenorganisationen und Kolumnisten kritisierten, dass die Serie die Vergewaltigung legitimiere. Ihre Forderungen, die Serie einzustellen, blieben erfolglos.